# Podotricha
Podotricha é um gênero de insetos neotropicais da ordem Lepidoptera, família Nymphalidae e subfamília Heliconiinae, proposto por Charles Duncan Michener em 1942, no texto A generic revision of the Heliconiinae (Lepidoptera, Nymphalidae), composto de duas espécies de habitat de floresta tropical da cordilheira dos Andes. São borboletas dotadas de asas de recorte característico e de coloração negro-amarronzada, em vista superior, com manchas em amarelo ou branco e vermelho; em uma das espécies, Podotricha telesiphe, apresentando relação de mimetismo mülleriano com o Heliconiini Heliconius telesiphe.

## Espécies
- Podotricha judith (Guérin-Ménéville, [1844]) = Cethosia judith, Colaenis euchroia[2]
- Podotricha telesiphe (Hewitson, 1867) = Colaenis telesiphe, Colaenis tithraustes[2]